# Kaple Panny Marie Sněžné (Sněžné)
Kaple Panny Marie Sněžné je římskokatolická kaple v Sněžném. Vlastníkem kaple je farnost Nový Hrádek.

## Historie
Kaple pochází z roku 1892.

## Bohoslužby
Bohoslužby se konají jednou týdně, střídavě v sobotu od 15:00 (během zimního času), nebo 18:00 (během letního času), či v neděli od 15:00.